# Kính Mẫn
Kính Mẫn (tiếng Mãn: ᡤᡳᠩᠮᡳᠶᡝᠨ, Möllendorff: gingmiyen, tiếng Trung: 敬敏; 1774 – 1852) là một hoàng thân của nhà Thanh trong lịch sử Trung Quốc, người thừa kế 1 trong 12 tước vị Thiết mạo tử vương. Ông là một trong các Thiết mạo tử vương được trọng dụng thời Đạo Quang, thường xuyên nhậm những chức vụ có thực quyền, thay mặt Hoàng đế thực hiện nhiều lễ tế quan trọng trong năm. Những lúc Đạo Quang Đế cần đến các lăng bái tế, Kính Mẫn luôn được lệnh ở lại kinh thành để xử lý công việc.

## Cuộc đời
Kính Mẫn sinh vào giờ Ngọ, ngày 3 tháng 12 (âm lịch) năm Càn Long thứ 38 (1774), trong gia tộc Ái Tân Giác La. Ông là con trai trưởng của Túc Cung Thân vương Vĩnh Tích, mẹ ông là Đích Phúc tấn Na Mộc Đô Lỗ thị (那木都鲁氏). Năm Càn Long thứ 60 (1795), ông được phong làm Bất nhập Bát phân Phụ quốc công. Sau khi Gia Khánh Đế lên ngôi, ông được phong làm Tán trật đại thần, Phó Đô thống Hán quân Tương Lam kỳ nhưng bị cách chức vào năm Gia Khánh thứ 5. Đến năm thứ 7 (1802), ông lại được phong làm Phó Đô thống Hán quân Chính Hồng kỳ.
Năm Đạo Quang nguyên niên (1821), cha ông qua đời, ông được thế tập tước vị Túc Thân vương đời thứ 7. Năm thứ 2 (1822), tháng 2, ông thay quyền Đô thống Mông Cổ Tương Hoàng kỳ. Tháng 4, nhậm chức Đô thống Hán quân Tương Hoàng kỳ. Tháng 6, quản lý sự vụ Chính Hồng kỳ Giác La học (覺羅學). Tháng 11 cùng năm, ông lại được điều làm Đô thống Mông Cổ Chính Lam kỳ. Năm thứ 4 (1824), tiết Xuân phân vào tháng 3  và tiết Thu phân vào tháng 8 , ông được lệnh thay mặt làm lễ tế. Năm thứ 8 (1828), tháng 8, nhậm chức Tông Nhân phủ Tả Tông chính (左宗正). Tháng 11, ông thay quyền Đô thống Hán quân Chính Hoàng kỳ. Năm thứ 9 (1829), tháng 5, ông nhậm chức Nội đại thần (內大臣), được ban thưởng Tam nhãn Hoa linh. Tháng 8, ông thay quyền Đô thống Hán quân Chính Lam kỳ. Đến tiết Thu phân, ông tiếp tục được lệnh thay mặt làm lễ tế.
Năm thứ 10 (1830), tháng 3, ông thay quyền Đô thống Hán quân Tương Hoàng kỳ. Trong hai tháng, ông hai lần kiêm quản lý sự vụ Quan binh Nội vụ phủ Tam kỳ  và Quan binh Bao y Tam kỳ thuộc Viên Minh Viên Bát kỳ. Tháng 10, quản lý sự vụ của Tông Nhân phủ Ngân khố (宗人府銀庫). Năm thứ 11 (1831), tháng 5, Mã Ni Ba Đạt Lạt vì bệnh tật mà xin về hưu, ông liền thay quyền Chính Bạch kỳ Lĩnh thị vệ Nội đại thần. Tháng 6, ông liên tiếp được lệnh đến tế đàn Thái Tuế để thắp hương và cầu mưa. Tháng 8, ông thay quyền Đô thông Hán quân Chính Hồng kỳ. Năm thứ 12 (1832), tháng 7, ông được lệnh đến Địa đàn để làm lễ. Đến tiết Thu phân, ông tiếp tục được lệnh thay mặt Đạo Quang Đế đi làm lễ tế. Tháng 11, nhậm chức Duyệt binh đại thần (閱兵大臣). 1 năm sau, ông lại thay quyền Đô thống Mãn Châu Chính Lam kỳ. Sau khi Hiếu Thận Thành Hoàng hậu qua đời, ông được lệnh làm Chính sứ cùng với Thuận Thừa Quận vương Xuân Sơn làm Phó sứ, mang sách bảo tiến hành sách thụy cho Đại hành Hoàng hậu. Năm thứ 14 (1834), ông tiếp tục thay quyền Đô thống Mông Cổ Tương Lam kỳ. Tháng 7, ông chính thức nhậm chức Đô thống Mãn Châu Chính Lam kỳ. Tháng 10, ông lại thay quyền Đô thống Hán quân Tương Hồng kỳ. 1 năm sau, ông nhậm chức Nhạc bộ quản lý Đại thần, thay quyền quản lý Nhạc bộ. Sau khi Đạo Quang Đế đi bái tế Tây lăng vào tháng 8, ông cùng với Định Thân vương Dịch Thiệu, Đại học sĩ Trường Linh và Thượng thư Kỳ Anh được lệnh ở lại kinh thành làm việc. Năm thứ 16 (1836), tháng 3, Đạo Quang Đế khởi hành đi Đông lăng, ông và Định Thân vương Dịch Thiệu, Đại học sĩ Trường Linh và Văn Phu ở lại kinh thành xử lý chính sự. Tháng 8, ông thay quyền Đô thống Hán quân Tương Lam kỳ. Mùa xuân năm sau, ông lại thay mặt Hoàng đế đi tế lễ tiết Xuân phân.
Năm thứ 18 (1838), tháng 3, Đạo Quang Đế đi Tây lăng bái tế, ông tiếp tục được lệnh ở lại kinh thành xử lý công việc cùng với Đôn Thân vương Miên Khải, Đại học sĩ Nguyễn Nguyên và Thượng thư Dịch Kinh. Tháng 5, ông được lệnh đến Thiên Thần đàn cầu mưa. Cũng trong tháng này, Miên Khải vì phạm tội mà bị cách chức Tông Nhân phủ Tông lệnh, Kính Mẫn được thăng từ Tả Tông chính lên nhậm chức Tông lệnh kiêm Ngọc Điệp quán Tổng tài, phụ trách biên soạn Ngọc điệp của Hoàng thất nhà Thanh. Tháng 8 cùng năm, ông tiếp tục thay mặt Đạo Quang Đế làm lễ tế tiết Thu phân. Năm thứ 19 (1839), tháng 2, Đạo Quang Đế đi Đông lăng để bái tế, ông được lệnh ở lại kinh thành cùng với Huệ Thân vương Miên Du, Đại học sĩ Phan Thế Ân và Thượng thư Dịch Kinh. Tháng 5, ông lại được lệnh đến miếu Quan Công cầu mưa. Không đầy nửa tháng, vì không tuân thủ quy tắc, đi trễ về sớm khi đang trực ban trong Tử Cấm Thành, ông bị cách chức Tông lệnh và Nội đại thần, bị phạt bổng lộc 6 năm. Nhưng đến năm sau, lúc bố trí quan viên đi chuẩn bị tế lễ ở Cảnh lăng, Đạo Quang Đế có nói: "Đáng ra là do Kính Mẫn đi làm lễ, nhưng Kính Mẫn đã sắp 70, không cần phải đi nữa"; cũng từ đây mà mọi lễ tế của triều đình, Kính Mẫn đều được phép không cần đi xa để tham gia, cho thấy được sự coi trọng của Đạo Quang Đế đối với ông.
Năm thứ 21 (1841), ông thay quyền Đô thống Mông Cổ Tương Hồng kỳ. 1 năm sau, ông nhậm chức Khâm thiên giám quản lý giám sự Vương đại thần, chịu trách nhiệm thay quyền quản lý Khâm thiên giám. Năm thứ 23 (1843), ngày mừng thọ 70 tuổi của Kính Mẫn, ông một lần nữa được ban thưởng Tam nhãn Hoa linh, được Đạo Quang Đế đích thân đề chữ "Phúc thọ" và ban thưởng rất nhiều vải vóc và đồ chơi quý giá. Tháng 8, ông thay quyển Đô thống Hán quân Tương Lam kỳ. Năm thứ 24 (1844), ông cùng với Trịnh Thân vương Ô Nhĩ Cung A – hai người có tuổi tác lớn nhất trong các Thiết mạo tử vương cùng thế hệ với Đạo Quang Đế – lần lượt được Đạo Quang Đế cho phép không cần quản lý các yến tiệc và việc kê tra các đàn miếu thờ. Cũng trong năm này, khi Đạo Quang Đế đi bái tế Đông lăng, Kính Mẫn tiếp tục được ở lại xử lý chính sự cùng với Huệ Thân vương Miên Du, Đại học sĩ Phan Thế Ân và Thượng thư Ân Quế. Tháng 10, vì bị bệnh mà ông xin nghỉ, công việc Đô thống Mãn Châu Chính Lam kỳ của ông tạm cho Tăng Cách Lâm Thấm thay mặt giải quyết. Đến tháng 11, ông được cho phép ngồi kiệu trong Tử Cấm Thành.
Năm thứ 28 (1848), tháng 11, thụ Đô thống Mông Cổ Tương Lam kỳ. Năm thứ 30 (1850), sau khi Đạo Quang Đế qua đời, ngày 18 tháng 9 (âm lịch), Hàm Phong Đế đích thân đưa tiễn đến Mộ lăng, lại lệnh cho Kính Mẫn, Thuận Thừa Quận vương Xuân Sơn, Đại học sĩ Trác Bĩnh Điềm, Thượng thư Tái Thượng A và A Lặc Thanh A ở lại kinh thành xử lý công việc. Đến cuối năm, Hàm Phong Đế khởi hành đi Tây lăng, lại lệnh cho Kính Mẫn, Định Quận vương Tái Thuyên, Hiệp bạn Đại học sĩ Thượng thư Đỗ Thụ Điền, Thượng thư Bá Tuấn và A Lặc Thanh A ở lại kinh thành làm việc. Năm Hàm Phong nguyên niên (1851), tháng 4, vì bị bệnh mà ông được xin trừ tất cả chức vụ, không quản lý công việc của Duyệt binh Đại thần. Đến tháng 6, ông được phép cho tạm nghỉ các công việc, do Đô thống Hán quân Tương Lam kỳ là Hoa Sa Nạp tạm thay thế xử lý công việc của Đô thống Mông Cổ Tương Lam kỳ. Năm thứ 2 (1852), tháng giêng, vì bệnh tình không khá hơn mà ông được giải trừ tất cả chức vụ nhưng vẫn được nhận toàn bộ bổng lộc. Ngày 7 tháng 9 (âm lịch), giờ Sửu, ông qua đời, thọ 80 tuổi, được truy thụy là Túc Thận Thân vương (肃慎親王). Hàm Phong Đế lệnh cho Thuần Thân vương Dịch Hoàn mang theo mười Thị vệ đến tế rượu trà cho Kính Mẫn, còn ban thưởng ba ngàn lượng bạc để lo liệu tang lễ.

## Gia quyến

### Thê thiếp
- Nguyên phối: Bái Đô Lỗ thị (拜都鲁氏), con gái của Đô thống Y Minh Đều (依明都).
- Kế thất: Nữu Hỗ Lộc thị (钮祜禄氏), con gái của Tổng binh Sách Bố Thản (策布坦).
- Trắc Phúc tấn:
  - Lang Giai thị (郎佳氏), con gái của Lang Phổ (郎普).
  - Tấn Giai thị (晋佳氏), con gái của Nhạc Thăng (岳升).
- Thứ thiếp: Hà thị (何氏), con gái của Hà Diễn (何衍).

### Con trai
| TT | Tước hiệu            | Tên phiên âm | Tên gốc | Sinh | Mất  | Mẹ                          | Ghi chú        |
| -- | -------------------- | ------------ | ------- | ---- | ---- | --------------------------- | -------------- |
| 1  | Phụ quốc Tướng quân  | Hoa Liên     | 華連    | 1792 | 1829 | Đích Phúc tấn Bái Đô Lỗ thị | Vô tự          |
| 2  |                      | Hoa Thụy     | 華瑞    | 1802 | 1821 | Trắc Phúc tấn Lang Giai thị | Vô tự          |
| 3  | Túc Khác Thân vương  | Hoa Phong    | 華豐    | 1804 | 1869 | Trắc Phúc tấn Lang Giai thị | Có 13 con trai |
| 4  | Trấn quốc Tướng quân | Hoa Trang    | 華莊    | 1811 | 1856 | Trắc Phúc tấn Lang Giai thị | Có 6 con trai  |
| 5  |                      | Hoa Linh     | 華齡    | 1811 | 1813 | Trắc Phúc tấn Tấn Giai thị  | Chết yểu       |

### Con gái
| TT | Tước hiệu  | Sinh | Mất  | Mẹ                          | Ghi chú                                                                     |
| -- | ---------- | ---- | ---- | --------------------------- | --------------------------------------------------------------------------- |
| 1  |            | 1804 | 1807 | Trắc Phúc tấn Lang Giai thị |                                                                             |
| 2  | Huyện quân | 1807 | 1831 | Trắc Phúc tấn Lang Giai thị | Năm 1829 kết hôn với Đạt Đạt Thấm Nhất đẳng Đài cát Ô Cát Pha Âm (乌吉坡音) |
| 3  |            | 1808 | 1826 | Trắc Phúc tấn Lang Giai thị |                                                                             |
| 4  | Huyện quân | 1810 | 1835 | Trắc Phúc tấn Lang Giai thị | Năm 1834 kết hôn với Phí Mạc thị Tam đẳng hầu Văn Hậu (文厚)                |